# 마크 에번 잭슨
마크 에번 잭슨(영어: Marc Evan Jackson, 1970년 8월 21일 ~ )은 미국의 코미디언, 배우이다. 《브루클린 나인 나인》, 《22 점프 스트리트》 등에 출연하였다.

## 작품 목록
- 콩: 스컬 아일랜드
- 나의 첫 번째 슈퍼스타 - 알렉 역